# Black Clover
Black Clover (ブラッククローバー Burakku Kurōbā?) är en manga-serie som skrivs och tecknas av Yūki Tabata. Den ges ut av Shueisha i magasinet Weekly Shōnen Magazine sedan februari 2015. Serien handlar om pojken Asta, som lever i en värld vars tillvaro är beroende av magi. En anime baserad på serien planeras att sändas i oktober 2017.
[uppföljning saknas]

## Handling
De föräldralösa Asta och Yuno växte upp tillsammans i en kyrka i kungariket Clover där varje person fötts med en magisk kraft förutom Asta. Trots det strävar Asta att bli kungarikets starkaste riddare.

## Utgivning
Black Clover ges ut av Shueisha i Weekly Shōnen Magazine sedan den 16 februari 2015. I USA släpps serien av Viz Media.
| Lista över tankōbon-volymer | Lista över tankōbon-volymer | Lista över tankōbon-volymer |
| Nr                          | Utgivningsdatum             | ISBN                        |
| --------------------------- | --------------------------- | --------------------------- |
| 1                           | 4 juni 2015                 | ISBN 978-4-08-880416-3      |
| 2                           | 4 augusti 2015              | ISBN 978-4-08-880452-1      |
| 3                           | 3 oktober 2015              | ISBN 978-4-08-880489-7      |
| 4                           | 4 december 2015             | ISBN 978-4-08-880567-2      |
| 5                           | 4 mars 2016                 | ISBN 978-4-08-880630-3      |
| 6                           | 2 maj 2016                  | ISBN 978-4-08-880672-3      |
| 7                           | 4 augusti 2016              | ISBN 978-4-08-880751-5      |
| 8                           | 4 oktober 2016              | ISBN 978-4-08-880792-8      |
| 9                           | 2 december 2016             | ISBN 978-4-08-880823-9      |
| 10                          | 3 mars 2017                 | ISBN 978-4-08-881023-2      |
| 11                          | 9 augusti 2013              | ISBN 978-4-08-881073-7      |
| 12                          | 4 augusti 2017              | ISBN 978-4-08-881192-5      |
| 13                          | 4 oktober 2017              | ISBN 978-4-08-881210-6      |

### Annan media
Ett OVA-avsnitt baserad på serien visades vid eventet Jump Festa 2016. Avsnittet är producerat av Xebec. Den 18 december 2016 utannonserades en anime av Pierrot. Animen regisseras av Tatsuya Yoshihara efter ett manus av Kazuyuki Fudeyasu. Det första avsnittet sänds den 3 oktober 2017 på TV Tokyo. Crunchyroll kommer att visa serien internationellt.

## Mottagande
Black Clover har både hyllats och kritiserats av läsare. Tabata har fått kritik för att hans berättelse liknar andra populära mangaserier som Naruto, Fairy Tail och Bleach.